# WV23
WV23 (англ. West Valley No 23), також відома як KV23 — місце поховання Ая, фараона Вісімнадцятої династії, у Західній Долині Царів поблизу сучасного Луксора. Гробницю було виявлено в 1816 році Джованні Бельцзоні. Її архітектура схожа на царську гробницю Ехнатона в Амарні, з прямим низхідним коридором, що веде до «колодязної камери» без шахти. Це веде до похоронної камери, в якій знаходиться реконструйований саркофаг, розбитий у давнину. Гробниця була осквернена в давнину, багато зображень чи імені Ая стерті з настінних розписів. Її оздоблення схоже за змістом і кольором на гробницю Тутанхамона (KV62), з деякими відмінностями. На східній стіні є зображення сцени риболовлі та полювання на птахів, чого немає в інших царських гробницях, зазвичай зустрічаючись у похованнях знаті.

## Історія

### Поховання
Ай правив як фараон наприкінці Вісімнадцятої династії Нового царства. Він був візиром за Тутанхамона, а пізніше став його наступником на посаді короля. Ай, ймовірно, був старим чоловіком, коли став королем, і правив лише чотири роки. Його поховали в WV23, гробниці в Західній Долині Царів, яка, як вважається, спочатку призначалася для Тутанхамона.
Поховання Ая було відносно скромним, оскільки не було знайдено жодних слідів канопи чи її святилища, а також жодних слідів фаянсу чи кам'яних ушабті; також були відсутні будь-які ознаки позолочених похоронних святилищ, які, ймовірно, оточували саркофаг. Єгиптолог Отто Шаден припускає, що їх, можливо, повністю видалили або ніколи не поміщали в гробницю. Кришка саркофага, можливо, ніколи не була поміщена на скриню. Натомість саркофаг, можливо, був накритий покровом, вкритим позолоченими мідними розетками, як це було знайдено в гробниці Тутанхамона.
Поховання Ая, ймовірно, було пошкоджене вандалами під час санкціонованого нападу за правління його наступника Хоремхеба або ранніх фараонів Рамессідів, хоча ставлення Хоремхеба до пам'ятників Ая робить його найімовірнішим винуватцем. У цей час саркофаг був розбитий, імена та зображення Ая та Тея видалені, а всі цінності ретельно розграбовані. Вміст KV58, ймовірно, походить з WV23, оскільки ім'я Ая зустрічається частіше, ніж ім'я Тутанхамона. Вони були або залишені туди грабіжниками, або навмисно під час розбирання царських поховань. Ніколас Рівз та Річард Вілкінсон розглядають це як підтвердження теорії про те, що тіло Ая було заховано в KV57, гробниці Хоремхеба, у той час. Шаден вважає, що тіло Ая може бути перегорнутим «жовтим скелетом», похованим з пізнішими муміями в WV25.

### Відкриття
У 1816 році WV23 випадково відкрив італійський дослідник Джованні Бельцзоні. Після відвідування WV22, гробниці Аменхотепа III, він рушив далі в долину, «щоб дослідити різні місця, де вода спускається з пустелі в долини після дощу» і, знайшовши ізольовану купу каміння, дослідив глибину своєю тростиною. Виявивши, що під камінням є глибока порожнеча, він найняв робітників і повернувся наступного дня. Гробниця виявилася трохи нижче поверхні, і протягом двох годин вхід було очищено. Белдзоні вважав гробницю скромною знахідкою:
Я не можу похвалитися тим, що зробив якесь велике відкриття в цій гробниці, хоча на стінах її є кілька цікавих і незвичайних розписаних фігур; і, судячи з її розмірів та частини саркофага, що залишилася в центрі великої камери, маю підстави припускати, що це було місце поховання якоїсь знатної особи.

#### Пізніші відвідувачі
Гробницю відвідав один із перших єгиптологів Джон Гарднер Вілкінсон, який у своїй публікації 1835 року зазначив, що гробниця «містить зламаний саркофаг та деякі погані фрески дивно коротких та незграбних пропорцій». Карл Ріхард Лепсіус відвідав гробницю в 1845 році та також зазначив зруйнований саркофаг і зазначив, що ім'я Ая було «скрізь старанно стерто, за винятком кількох слідів на стінах, а також на саркофазі». Він також скопіював деякі настінні розписи та зробив нотатки щодо скрині саркофага. Саркофаг, який був пошкоджений у давнину невдовзі після поховання Ая, був навмисно пошкоджений наприкінці дев'ятнадцятого століття і згодом був перенесений до Єгипетського музею в Каїрі.

### Розкопки та вміст

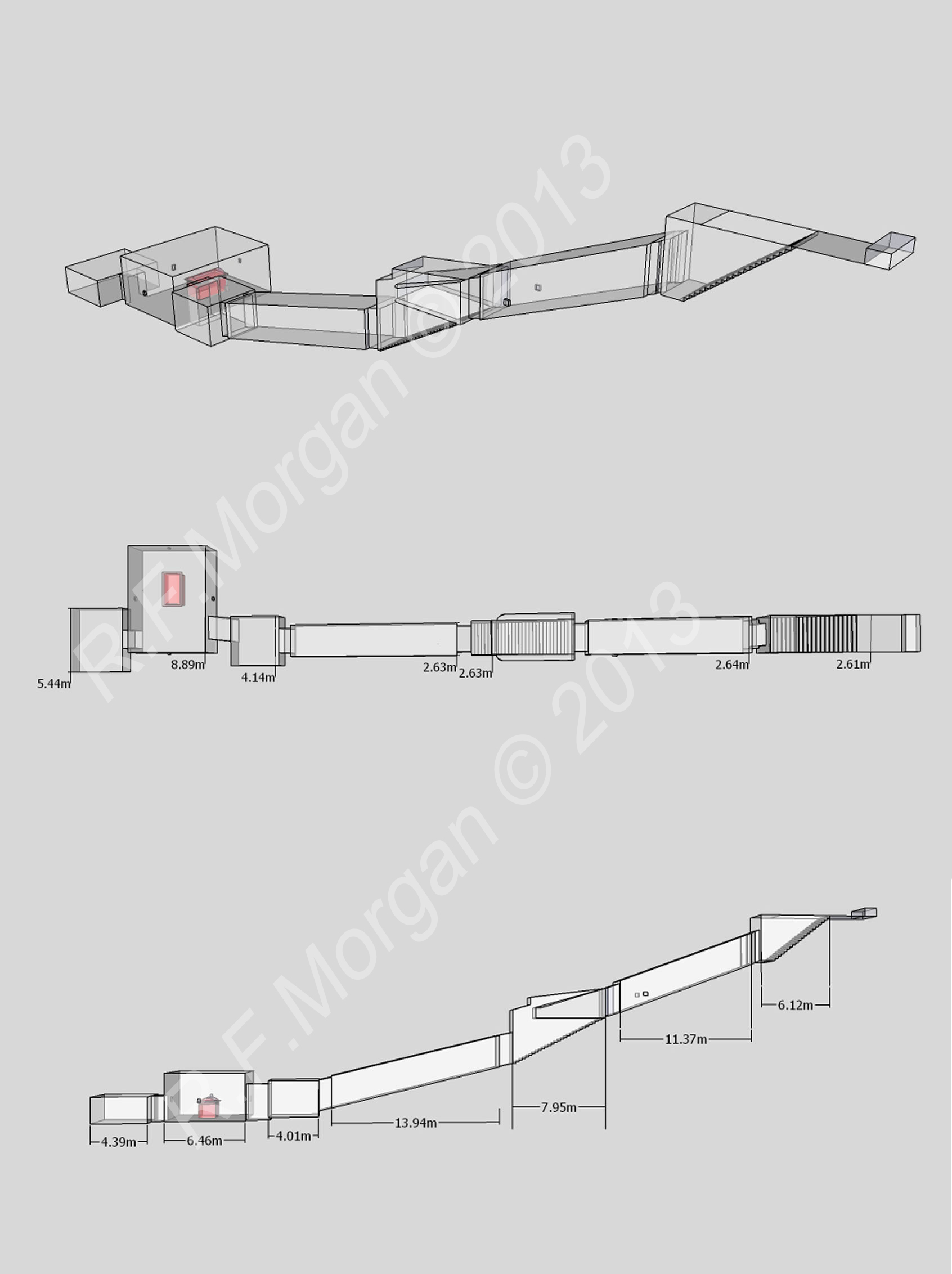
Схема WV23

У 1972 році гробницю було повністю розкопано та очищено Єгипетською експедицією Університету Міннесоти (UMEE). Розкопки розпочалися одразу біля гробниці, щоб спробувати знайти фундаментні відкладення в надії, що вони проллють світло на теорію, запропоновану Реджинальдом Енгельбахом, про те, що будівництво гробниці було розпочато для Тутанхамона; незважаючи на ретельні пошуки, нічого не було знайдено. Було виявлено, що суха кам'яна стіна з північної сторони входу, яка, як вважається, була пізнішою добудовою, виявилася сучасною під час будівництва гробниці, оскільки її справжня мета — утримувати видобутий вапняковий уламок. Шаден заявив, що її видалення призвело до того, що «маса вапнякового пилу та уламків буквально потекла вниз по сходах до дверей гробниці».
Знахідки в першому коридорі виявилися поєднанням стародавнього та сучасного; стародавні знахідки складалися з карниза з невеликого святилища або скриньки, невеликої дерев'яної бороди, шматочків золотої фольги та фрагментарного ієратичного остракона. Другий комплект сходів виявився відносно вільним від уламків, але був у такому поганому стані, що його частково перебудували з цементу для безпеки. Потемнілі шари засипки в дальньому кінці другого коридору свідчили про періоди затоплення, хоча деякі тонкі плями можуть свідчити про наявність гнилої деревини. У другому коридорі знаходилася дерев'яна рука зі статуетки та п'ять дисків з позолоченої міді з тисненням у вигляді розетки та зіркового візерунка, зім'ятих у кулю. Дверний отвір між другим коридором та криницею був запечатаний у давнину, оскільки там були знайдені частини блокування. Криниця містила засипку глибиною 119 сантиметрів (47 дюймів) біля дверного отвору, а також дала ще одну позолочену мідну розетку, половину людського таза, ще одну бороду ушабті, дерев'яну ногу зі статуетки та деякі керамічні вироби римського або коптського часу.
Між колодязною камерою та похоронною камерою не залишилося жодних слідів завалів. Усередині похоронної камери заповнення було нерівним, з поступовим ухилом від дверей та заглибленням у центрі після видалення саркофага; біля стін було навалено уламки. Сподіваючись, що ділянка поблизу стін залишиться недоторканою, центр камери було розчищено, перш ніж розпочати розкопки вздовж стін.
Було знайдено багато фрагментів скриньки саркофага, але жодної кришки; натомість кришку знайшли цілою, догори дном, притуленою до східної стіни. Виготовлена з червоного граніту, вона має склепінчасту форму з плоскими боками; оздоблення вирізане та заповнене зеленим пігментом. У верхній частині кришки зображено дві пари очей веджат, що оточують центральний стовпець тексту. Кришку було знайдено в очікуваній орієнтації, головним кінцем вирівняним на північ. Однак фрагменти саркофага, знайдені на підлозі, вказують на те, що скринька була орієнтована в протилежному напрямку, головним кінцем на південь. Картуші на кришці повністю цілі, і кришка не має значних пошкоджень, що свідчить про те, що її не перекинули зверху скриньки. Шаден припускає, що кришку, можливо, ніколи не встановлювали на місце, а натомість залишили притуленою до стіни.
Було знайдено один фрагмент алебастрових зубів для кушетки або ліжка, ймовірно, у формі тауерету, що свідчить про те, що Ай був похований принаймні з одним похоронним ложем. Серед інших знахідок були фрагмент труни, частина кришки у формі труни та рука статуетки, всі з дерева; також було знайдено більше частин людського скелета, а також фрагмент глечика для м'яса з написом.
В останній камері знаходилося більше фрагментів саркофага, людські кістки та відсутня частина напису на глечику для м'яса. У глечику записано, що він містив «пресоване м'ясо для Бика, яке було виготовлене [або підготовлене] як вантаж для човна-ншмт» і колись було частиною провізії для поховання Ая.

## Архітектура
Гробниця складається з вхідних сходів, двох похилих коридорів, розділених сходами, та трьох камер. План гробниці більше схожий на гробницю Ехнатона в Амарні, ніж на будь-яку ранню царську гробницю; вона має пряму вісь, колодязь без колодязя та зал з колонами, який використовувався як похоронна камера. Похоронна камера також зміщена вбік від осі. За похоронною камерою знаходиться невелика неоздоблена канопа. Гробниця побудована у великих масштабах, оскільки коридори ширші, ніж у ранішій WV22. Прорізи для балок, що використовувалися для опускання саркофага в коридорі, з'являються знову вперше з KV20.

## Прикраса

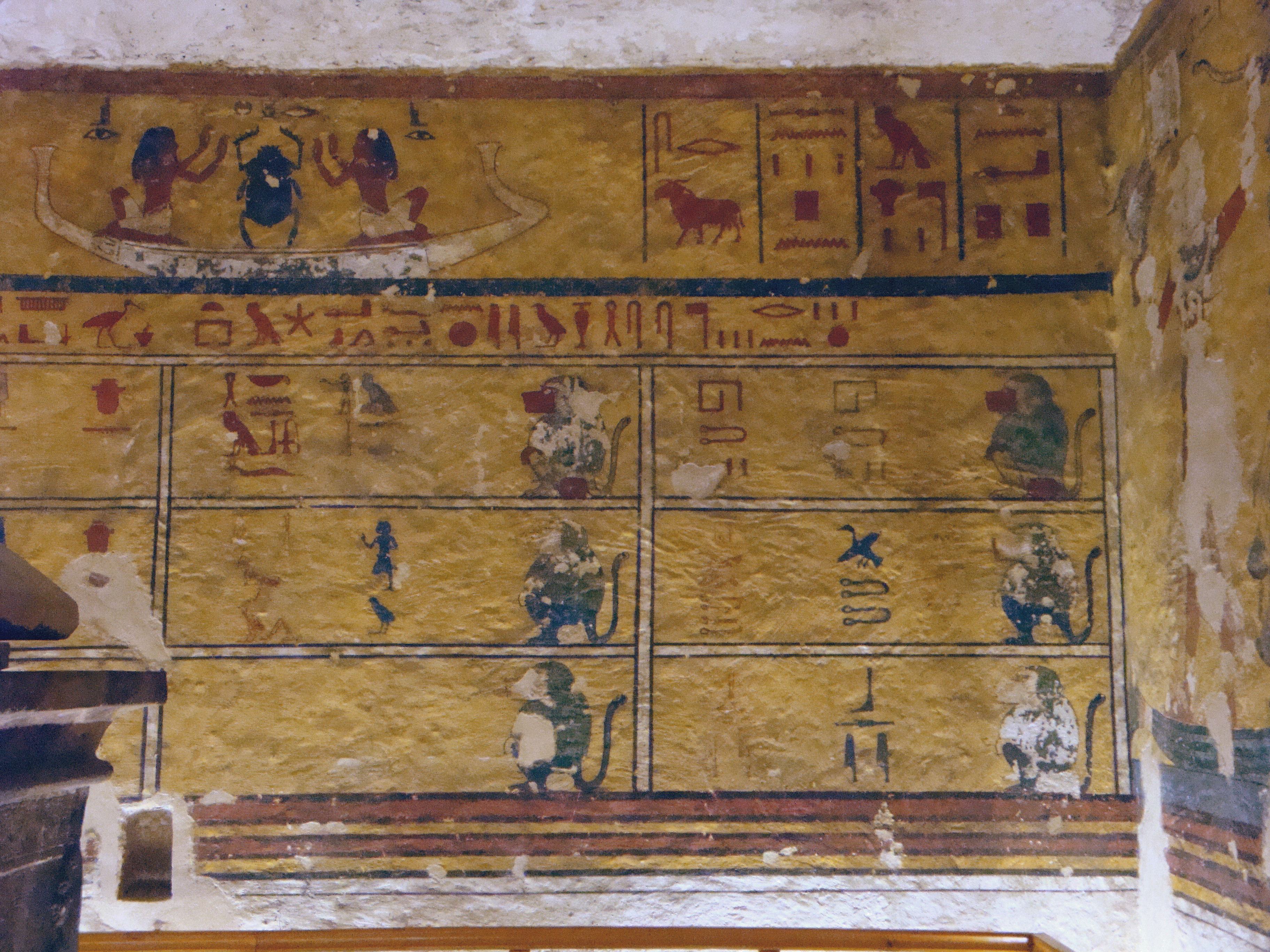
Фрагмент настінного оздоблення в WV23

Тільки похоронна камера прикрашена, як це було стандартно для того часу. Декоративна схема подібна до тієї, що спостерігається в KV62, гробниці Тутанхамона; кілька сцен ідентичні. Обидві гробниці, можливо, були прикрашені одними й тими ж художниками. Фігури чотирьох синів Гора вперше з'являються в царській гробниці над дверима до невеликої канопічної камери. Західна стіна прикрашена сценою, що зображує Ая, який полює на болотах у супроводі своєї дружини Тей; це унікальний випадок для царської гробниці Нового царства. Усі зображення Ая були повністю пошкоджені, а картуші як Ая, так і Тей були видалені. Лише фігура царського ка уникла стирання, можливо, через те, що фігура мала дещо інший титул.

## Зовнішні посилання
- KV23: Ай у Theban Mapping Project
- Віртуальний тур KV23 на Osirisnet